# Мустафазаде, Хайям
Хайям Хагани оглы Мустафазаде (род. 4 февраля 1987, Баку) — главный солист Особого образцового оркестра Министерства обороны Азербайджанской Республики, Заслуженный артист Азербайджанской Республики (2013). Бас-баритон.

## Биография
Хайям Мустафазаде родился 4 февраля 1987 года в семье врачей в Баку. Женат. Отец 3-х сыновей.

## Образование
С 1993 по 2004 год учился в средней школе № 126. С детства интересовался музыкой и искусством. Учась в 9-м классе, он стал победителем межшкольного конкурса вокалистов районов города Баку. В 2002—2003 годах получил уроки вокала у частного преподавателя в Консерватории имени Узеира Гаджибекова. В 2004 году поступил в Азербайджанский государственный университет культуры и искусств. Актёр музыкального театра. В 2005 году (II курс) — солист Творческого центра УНС (ÜNS). Брал уроки вокала, хореографии и актёрского мастерства у профессоров (ГИТИС), приглашенных в Творческий центр УНС (ÜNS). В 2006 году стал победителем реалити-шоу «Академия», проводимого при поддержке Министерства культуры и туризма. Участвовал в многочисленных благотворительных концертах. В 2008 году поступил в магистратуру «актер музыкального театра и кино» Азербайджанского государственного университета культуры и искусств. 2010 году получил учёную степень магистра.

## Творчество
В 2009 году стал победителем в номинации «Лучший голос» на фестивале «Москва-Транзит-Москва», в котором приняли участие представители 42 стран (председатель жюри Иосиф Кобзон). В 2008—2012 годах был членом жюри и экспертом национальных отборочных конкурсов «Евровидение». В 2007—2018 годах участвовал в государственных мероприятиях, проводимых в республике и зарубежных странах. Он представлял свою страну в Париже, Москве, Бангкоке, Стамбуле, Санкт-Петербурге и Астрахани . 25 июня 2013 года Президентом Азербайджанской Республики Ильхамом Алиевым присвоено почётное звание Заслуженного артиста Республики. В 2018 году стал победителем IV Международного конкурса песни «Военные игры» с участием 32 стран в Москве. В 2014—2018 годах был солистом Государственного театра песни имени Рашида Бейбутова и Эстрадно-симфонического оркестра. В настоящее время является солистом Творческого центра UNS и Оркестра Министерства обороны Азербайджанской Республики .

## Награды
25 июня 2013 года Указом Президента Азербайджанской Республики за заслуги в области культуры и искусства ему было присвоено почетное звание "Заслуженный деятель искусств ".
Солист Особого Образцового оркестра Министерства обороны Хайям Мустафазаде завоевал звание лучшего исполнителя вокального произведения на русском языке среди коллективов-участниц творческих конкурсов, проводимых в рамках «Армейских международных игр-2018». конкурсах и занял первое место в конкурсе.

## Рекомендации
1. ↑  Azərbaycan Respublikasının əməkdar artisti. Дата обращения: 9 июня 2023. Архивировано 9 июня 2023 года.
2. ↑  Хайям Мустафазаде: «Голос — мое главное сокровище»
3. ↑  Ən yaxşı səs nominasiyasının qalibi
4. ↑  Arxivlənmiş surət. Дата обращения: 9 июня 2023. Архивировано 9 июня 2023 года.
5. ↑  Хайям Мустафазаде: «Голос – мое главное сокровище» - ФОТО – ВИДЕО. 1news.az. Дата обращения: 16 июня 2023.
6. ↑  Источник. Дата обращения: 13 июня 2023. Архивировано 11 июля 2021 года.
7. ↑  Azərbaycan Respublikasının teatr xadimlərinə fəxri adların verilməsi haqqında Azərbaycan Respublikası Prezidentinin Sərəncamı » Azərbaycan Prezidentinin Rəsmi internet səhifəsi. Дата обращения: 13 июня 2023. Архивировано 19 июня 2022 года.
8. ↑  Азербайджанский исполнитель стал лучшим вокалистом проекта «Армия-2018» в Москве. Дата обращения: 13 июня 2023. Архивировано 31 августа 2018 года.